# Чемпионат мира по трековым велогонкам 1926
Чемпионат мира по трековым велогонкам 1926 года прошёл с 24 июля по 1 августа в Милане и Турине (Италия). Соревнования проводились в двух дисциплинах — в спринте и в гонке за лидером для любителей и для профессионалов отдельно. Гонку за лидером проводили в Турине, а остальные дисциплины — в Милане.

## Медалисты
Профессионалы
| Дисциплина       | Золото        | Серебро        | Бронза       |
| Спринт           | Питер Мускопс | Чезаре Моретти | Люсьен Мишар |
| Гонка за лидером | Виктор Линар  | Гюстав Гане    | Пауль Сутер  |

Любители
| Дисциплина | Золото            | Серебро       | Бронза            |
| Спринт     | Аванти Мартинетти | Леон Гельвейн | Антониус Мазайрак |